# Ludwig Siegfried Vitzthum von Eckstädt

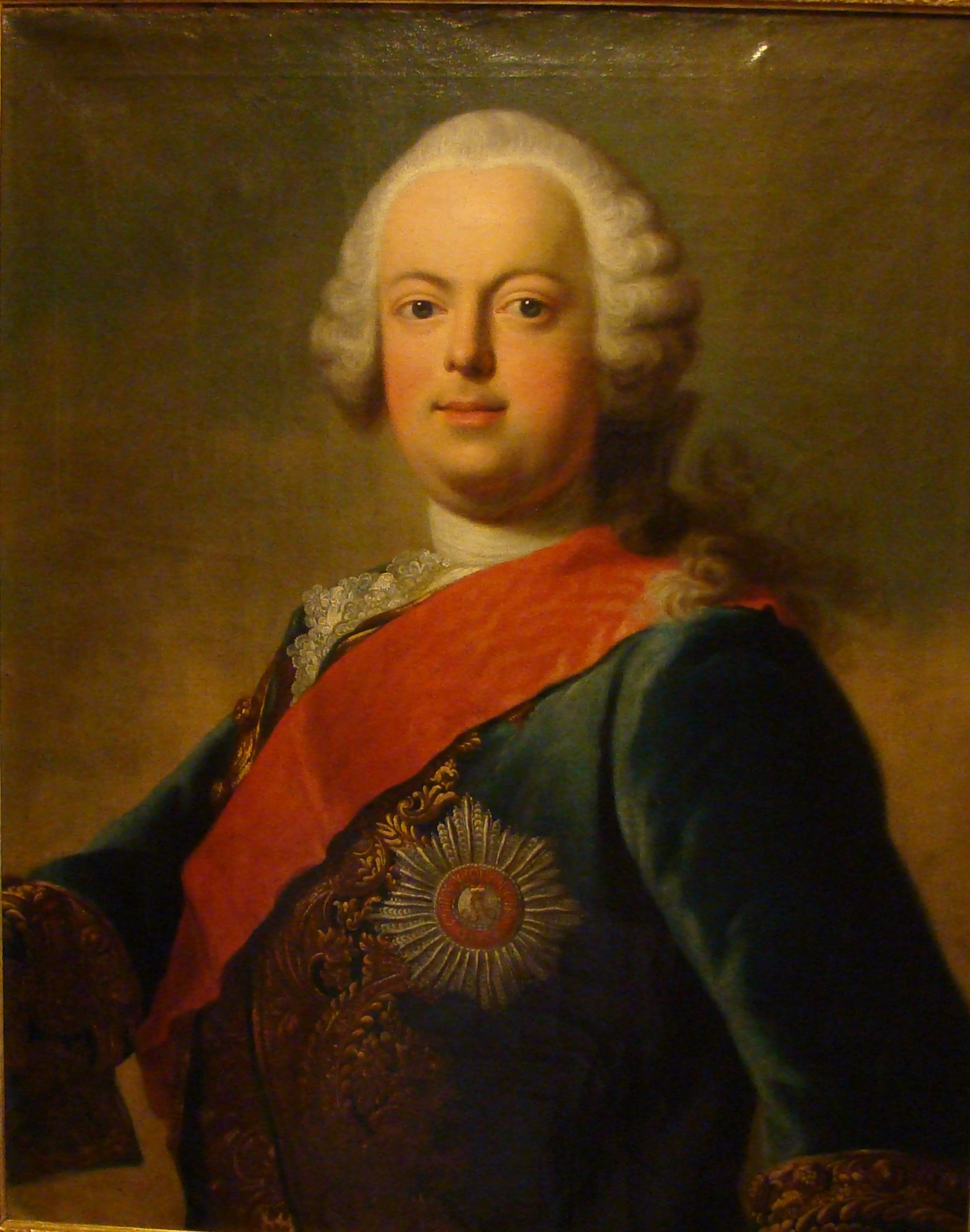
Ludwig Siegfried Graf Vitzthum von Eckstädt (Gemälde von George Desmarées)

Ludwig Siegfried Graf Vitzthum von Eckstädt (* 14. Juli 1716 in Dresden; † 5. Dezember 1777 ebenda) war ein kursächsischer Diplomat und Verwalter der kurfürstlichen Kunstsammlungen des Kurfürstentums Sachsen. Er war wirklicher Geheimer Rat und zuletzt Oberkammerherr.

## Werdegang
Ludwig Siegfried war der jüngste Sohn des sächsischen Kabinettministers Friedrich Graf Vitzthum von Eckstädt und seiner Frau Rahel Charlotte, geb. Gräfin von Hoym und wuchs auf den Gütern seiner Eltern, vornehmlich auf Schloss Wölkau bei Leipzig, auf.
Nach seinem Studium der Rechtswissenschaften an der Universität Leipzig schloss er 1736 mit der Dissertation „De feudis legiis“ ab. 1739 wurde er vom sächsischen Kurfürst Friedrich August II. zum Kammerjunker und 1742 zum Kammerherrn ernannt. Ludwig Siegfried wandte sich einer diplomatischen Laufbahn zu, die er zunächst als Attaché des Königreichs Sachsen am französischen Hof in Paris begann. Schon bald, 1743, erhielt er seinen ersten selbstständigen Posten und wurde mit 27 Jahren Gesandter am sardischen Königshof in Turin. Durch seine erfolgreiche Tätigkeit in Turin wurde er 1746 mit dem russischen Botschafterposten in St. Petersburg belohnt und vom Kurfürsten von Sachsen in den Rang eines Geheimen Rats erhoben.
Durch die politisch angespannte Lage gestaltete sich seine russische Gesandtenzeit teilweise als schwierig. Da aber sein Vater, Friedrich Graf Vitzthum, bereits freundschaftliche Kontakte zu Elisabeths Vater, Peter dem Großen, gepflegt hatte und dieser als Gast seines Vaters im Vitzthumschen Palais in Dresden und auch auf Schloss Wölkau bereits gewesen war, hoffte Ludwig Siegfried an diese Bande anknüpfen zu können. Dies gelang ihm teilweise auch. Am 14. August 1746 erhielt Ludwig Siegfried seine erste Audienz bei Kaiserin Elisabeth von Russland, die gegenseitige Sympathiebekundungen zu Tage brachte. Bereits 1747 verlieh ihm die russische Kaiserin den Alexander-Newski-Orden. Seine Dienste in St. Petersburg konnte er aus gesundheitlichen Gründen nur bis 1749 erfüllen und bat um seine Abberufung als russischer Botschafter zurück nach Dresden. Wenn Ludwig Siegfried nicht in Dresden weilte, lebte er mit seiner Familie auf Schloss Otterwisch bei Leipzig, das seine Mutter Rahel Charlotte Gräfin Vitzthum von Eckstädt 1727–1730 durch den Baumeister David Schatz hatte erbauen lassen. 
Im Jahr 1749 wurde er als Gesandter an den bayerischen Königshof nach München berufen und lenkte hier mit viel Geschick die politische Gemengelage. 1751 kehrt er zurück, vorwiegend wiederum aus gesundheitlichen Gründen. Nach seiner Abberufung aus München widmete er sich zunächst der Bewirtschaftung seiner Güter, bis er im Oktober 1755 nach dem Tode des sächsischen Gesandten in Frankreich, Graf Bellegarde d’Entremont, erneut einen Botschafterposten übernahm und bis 1757 nach Paris entsendet wurde.
Nach seiner Rückkehr nach Sachsen war Vitzthum ab 1768 bis zu seinem Tode 1777 als Verwalter der kurfürstlichen Kunstsammlungen in Dresden tätig.
Er wurde am 8. Dezember 1777 in der Frauenkirche in Dresden beigesetzt.

## Privates
Am 4. Oktober 1748 vermählte er sich mit seiner Kusine ersten Grades, Christiane Caroline Gräfin von Hoym. Sie war die Tochter des Grafen Carl Siegfried von Hoym, dem Bruder seiner Mutter. Aus dieser Ehe gingen vier Kinder hervor, wovon der Name des als Kleinkind verstorbenen Sohnes nicht bekannt ist:
- Friederike Antonie Louise Josepha (1753)
- Erdmuthe Charlotte Sophie (1754–1755)
- Louise Constanze (1757–1759)

Nach dem Tode seiner ersten Frau, 1760, heiratete er in zweiter Ehe Auguste Erdmuthe von Ponickau und Pilgrim (1738–1775). Aus dieser Ehe wiederum gingen sechs Kinder hervor:
- Johann Ludwig (1763–1764)
- Friedrich August (1765–1803)
- Carl Alexander Nicolaus (1767–1834)
- Heinrich Carl Wilhelm (1770–1837)
- Erdmuthe Louise (1772–1844)
- Josefa Auguste Amalie (1775–1809)

In dritter Ehe vermählte sich Ludwig Siegfried kurze Zeit vor seinem eigenen Ableben 1776 mit Amalie Sybille Eleonore von Stammer (1749–1795). 
Er gilt als Begründer der drei Vitzthumschen Linien, die durch die Söhne Friedrich, Carl und Heinrich und deren Nachfahren bis 1945 bestanden. Nach dem Aussterben der 1. Linie bestehen heute noch die 2. und 3. Linie.